# RTL Group
RTL Group (Radio Télévision Luxembourg) — люксембургский медиахолдинг. Контролирует 54 телеканала и 32 радиостанции в 11 странах мира. Мировой лидер телевизионного контента. Контролируется немецкой компанией Bertelsmann.

## История
Создан в 2000 году, в 2001 году концерн Bertelsmann консолидировал 67 % его акций, а к концу года он увеличил свою долю ещё на 22 %. В 2002 году он приобретает немецкий новостной канал n-tv и радиостанции Radio NRW, Antenne Mecklenburg-Vorpommern, Antenne Thüringen, BB Radio, Antenne Niedersachsen, Radio Brocken. В 2004 году запущен семейный канал Plug TV. В том же году за счёт запуска хорватского RTL Televizija наращивает присутствие в Восточной Европе, в 2005 году — 30 % РЕН ТВ. В 2007 году во Франции запускаются 2 радиостанции RTL Autrement и RTL L’Equipe. 15 апреля 2010 года RTL Group подписала с НМГ опционное соглашение. По этому соглашению RTL Group имеет право продать свои 30 % в РЕН ТВ, а НМГ — выкупить их в ближайшие три-пять лет. В июне 2011 года состоялся обмен акциями между RTL Group и НМГ. RTL Group продал 30 % акций РЕН ТВ НМГ. В ответ RTL Group приобрёл 7,5 % акций НМГ. 19 сентября 2013 года RTL Group продал свою долю в НМГ (7,5 %) и таким образом ушёл из России.

## Компания сегодня
Холдингу принадлежат в частности:
- CLT-UFA
- RTL Télé Lëtzebuerg
- RTL 2
- RTL 4
- RTL 5
- RTL9
- RTL Television
- Super RTL
- RTL Radio Deutschland
- Groupe M6

Компания является крупнейшим медиахолдингом в Европе и одним из крупнейших в мире.
Выручка в 2008 году составила €5,774 млрд:
- ТВ — €5,774 млрд
- Контент — €1,255 млрд
- Радио — €0,333 млрд
- Другое — €0,063 млрд

90,5 % акций контролирует Bertelsmann. Остальные акции — в свободном обращении.